# Nancy Ip
Nancy Ip (en xinès tradicional 葉玉如, en xinès simplificat 叶玉如, en pinyin Yè Yùrú) (Hong Kong, 30 de juliol de 1955) és una biòloga xinesa, especialista en neurociència. És membre de l'Acadèmia Xinesa de les Ciències i de la World Academy of Sciences. És professora de la Universitat de Ciència i Tecnologia d'Hong Kong (HKUST) i degana de l'Escola de Ciències d'aquesta universitat.

## Biografia
Va estudiar al Simmons College de Boston i es va graduar l'any 1977. Al 1983 va obtenir el doctorat en farmacologia a l'Escola de Medicina de Harvard. Després va començar la seva carrera científica als Estats Units, on va dirigir diferents laboratoris, sobretot per Regeneron Pharmaceuticals, a Nova York.<undefined />
L'any 1993, va tornar a la HKUST. Dirigeix un equip especialitzat en neurociència molecular, centrada en la comprensió dels senyals moleculars que controlen les funcions dels sistemes nerviosos. Les aportacions d'aquesta recerca són particularment interessants per al desenvolupament de teràpies eficaces per a les malalties neurodegeneratives, en particular per a l'Alzheimer i el Parkinson.
És membre de l'Acadèmia Xinesa de les Ciències des de 2001. L'any 2004 va rebre el Premi L'Oréal-Unesco a Dones en Ciència.<undefined />